# Macedonian Open 2023
Il Macedonian Open 2023 è stato un torneo maschile di tennis giocato sulla terra rossa. È stata la 1ª edizione del torneo, facente parte della categoria Challenger 75 nell'ambito dell'ATP Challenger Tour 2023. Si è giocato al Tennis Club Jug di Skopje, in Macedonia del Nord, dal 22 al 27 maggio 2023.

## Partecipanti

### Teste di serie
| Nazionalità | Giocatore                    | Ranking* | Testa di serie |
| ----------- | ---------------------------- | -------- | -------------- |
| Tunisia     | Aziz Dougaz                  | 232      | 1              |
|             | Evgenij Donskoj              | 242      | 2              |
| Brasile     | Matheus Pucinelli de Almeida | 246      | 3              |
| Svezia      | Dragoș Nicolae Mădăraș       | 248      | 4              |
| Argentina   | Francisco Comesaña           | 252      | 5              |
| Argentina   | Román Andrés Burruchaga      | 253      | 6              |
| Libano      | Benjamin Hassan              | 261      | 7              |
| Serbia      | Miljan Zekić                 | 266      | 8              |

* Ranking all'8 maggio 2023.

### Altri partecipanti
I seguenti giocatori hanno ricevuto una wild card per il tabellone principale:
- Kalin Ivanovski
- Andrew Paulson
- Mili Poljičak

I seguenti giocatori sono entrati in tabellone come alternate:
- Filip Cristian Jianu
- Dino Prižmić
- Eduardo Ribeiro

I seguenti giocatori sono passati dalle qualificazioni:
- Sumit Nagal
- Máté Valkusz
- Maks Kaśnikowski
- Alexander Weis
- Wilson Leite
- Karol Drzewiecki

## Punti e montepremi
| Torneo    | Torneo              | V     | F     | SF    | QF    | 2T    | 1T  | Q | Q2  | Q1  |
| Singolare | Punti               | 75    | 50    | 30    | 16    | 7     | 0   | 4 | 2   | 0   |
| Singolare | Premi in denaro (€) | 9,880 | 5,820 | 3,450 | 2,000 | 1,165 | 720 | – | 360 | 185 |
| Doppio    | Punti               | 75    | 50    | 30    | 16    | –     | 0   | – | –   | –   |
| Doppio    | Premi in denaro (€) | 4,250 | 2,450 | 1,480 | 880   | –     | 500 | – | –   | –   |

## Campioni

### Singolare
Máté Valkusz ha sconfitto in finale  Francisco Comesaña con il punteggio di 6–3, 6–4.

### Doppio
Petr Nouza /  Andrew Paulson hanno sconfitto in finale  Sriram Balaji /  Jeevan Nedunchezhiyan con il punteggio di 7–6(5), 6–3.